# Red Rolfe
Robert Abial Rolfe, detto Red (Penacook, 17 ottobre 1908 – Gilford, 8 luglio 1969), è stato un giocatore di baseball, allenatore di baseball e allenatore di pallacanestro statunitense, professionista nella MLB e nella BAA.

## Carriera

### Inizi e Minor League

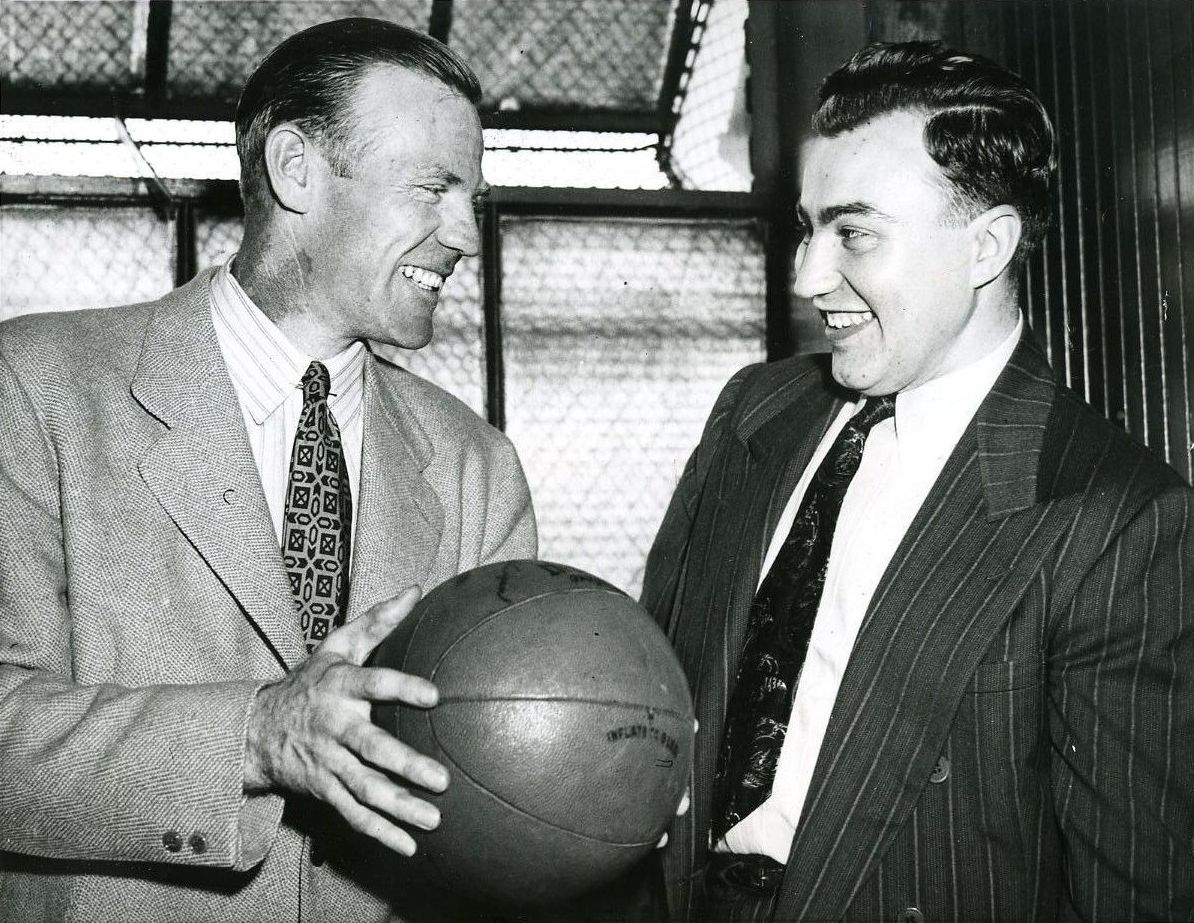
Red Rolfe (sinistra) con Ray Meyer nel 1942

Nato nel villaggio di Penacook, oggi parte di Concord, capitale dello stato del New Hampshire; Rolfe frequentò la Phillips Exeter Academy di Exeter e successivamente il Dartmouth College di Hanover. Firmò nel 1931 con i New York Yankees che lo assegnarono nella classe A con gli Albany Senators.

### Major League
Debuttò nella MLB il 29 giugno 1931, al League Park di Cleveland, contro i Cleveland Indians, entrando nella parte bassa dell'ottavo inning come interbase, in sostituzione di Lyn Lary. Non partecipò a nessun turno di battuta. Terminò la stagione con una sola presenza nella MLB, mentre nella minor league partecipò a 58 incontri, tutti nella classe A.
Dopo aver trascorso le stagioni 1932 e 1933 nella minor league con i Newark Bears della Doppia-A, nel 1934 tornò nella MLB con gli Yankees, alternando il ruolo di interbase a quello di terza base per le prime due stagioni per poi adottare definitivamente quest'ultimo a partire dal 1936, diventando il terza base titolare degli Yankees. Sempre nel 1936 vinse il primo dei suoi cinque titoli delle World Series conquistati negli anni seguenti. Nel 1937 partecipò al suo primo All-Star Game. Si ritirò nel 1942, dopo una stagione in cui riuscì a giocare in sole 60 partite.

## Carriera da allenatore
Ritiratosi nel 1942 come giocatore, Rolfe divenne dallo stesso anno allenatore per le squadre di baseball e pallacanestro dell'Università di Yale di New Haven, Connecticut, ruolo che mantenne fino al 1946. Dal 1946 al 1947 fu l'allenatore della squadra di pallacanestro dei Toronto Huskies della Basketball Association of America. Nel 1948 venne chiamato dai Detroit Tigers per dirigere le sue squadre di minor league; ma dopo una sola stagione tornò sui campi da gioco, nel ruolo di allenatore dei Tigers nella major league, incarico che ebbe fino al 1952. Dal 1957 al 1967, Rolfe fu il direttore atletico della sua ex università, il Dartmouth College.
Rolfe morì nel 1969, all'età di 60 anni, per problemi renali. Venne seppellito nel suo paese natale.

## Palmares

### Club
- World Series: 5

New York Yankees: 1936–1939, 1941

### Individuale
- MLB All-Star: 4

1937–1940
- Capoclassifica dell'American League in battute valide: 1

1939